# 카라보보 전투
카라보보 전투(스페인어: Batalla de Carabobo 바타야 데 카라보보[*], -戰鬪)는 1821년 6월 24일에 베네수엘라의 장군 시몬 볼리바르가 이끄는 독립군과 스페인의 육군 원수 미겔 데 라 토레가 이끄는 왕당파 사이에 벌어진 전투이다. 카라보보주에서 볼리바르가 결정적인 승리를 거두면서 베네수엘라가 독립하고 그란콜롬비아 공화국이 수립되었다.

## 전투 이전
카라보보 전투로 이어지는 몇 가지 사건이 있었다. 프란시스코 데 미란다는 1810년부터 1812년까지 카라카스를 장악했다. 스페인군은 다시 통제권을 되찾았고, 볼리바르가 미란다를 반역자로 여겼기 때문에 (생애에서 가장 논란이 많은 결정 중 하나로) 미란다는 왕당파에 넘겨졌다. 볼리바르는 그 후 베네수엘라에서 도피하여 1813년에 뛰어난 전역을 조직하고 베네수엘라 제2공화국을 재건했다. 볼리바르는 1814년에 베네수엘라를 다시 잃었고, 누에바그라나다 연합주와 연합하여 그란콜롬비아를 형성하기 전에 베네수엘라 제3공화국을 한 번 더 재건했다.
1818년에는 베네수엘라 전역을 해방하는 임무를 가진 베네수엘라 제3공화국이 수립되었다. 볼리바르는 콜롬비아를 해방하여 그란콜롬비아 연합(오늘날의 콜롬비아, 에콰도르, 파나마, 베네수엘라로 구성된 지역)이라는 새로운 국가를 세우는 것을 목표로 삼았다. 1819년에 콜롬비아 공화국이 설립되었고, 볼리바르가 대통령이 되었다. 콜롬비아가 독립을 확립하자 볼리바르는 베네수엘라를 해방하기 위해 움직였다.
1820년, 파블로 모리요 장군이 이끄는 스페인군과 볼리바르가 이끄는 애국자들 사이에 휴전이 체결되었다. 볼리바르는 베네수엘라를 탈출한 후 몇 년 동안 병력을 재편성하는 데 많은 시간을 보냈다. 그는 충성파가 점령하고 있던 마라카이보호에 병력을 주둔시켰다. 볼리바르는 충성파보다 수적으로 우세했지만 여전히 도전이 될 것이었다.

## 전황

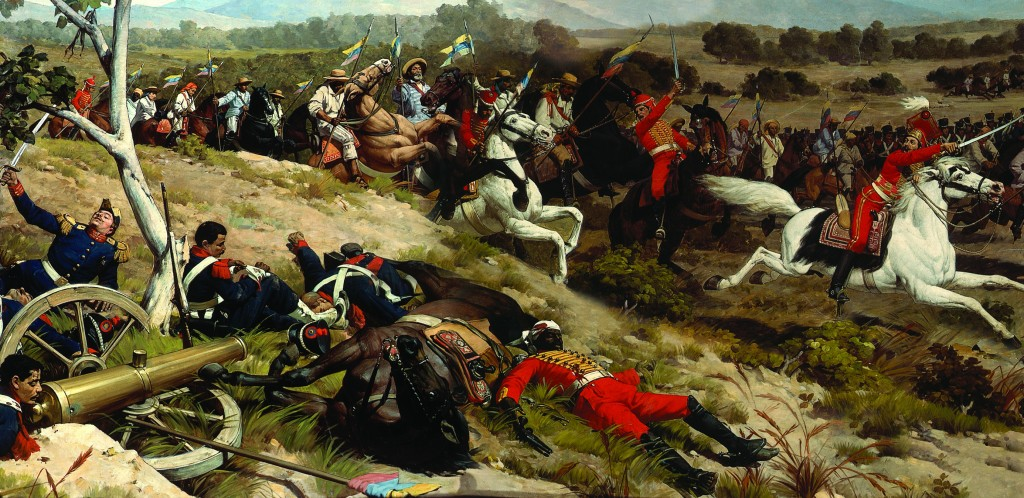
마르틴 토바르 이 토바르 작

왕당파는 발렌시아에서 푸에르토카베요로 이어지는 도로를 점령했다. 볼리바르의 6,500명에서 8,000명(이 중 340명 또는 350명은 영국인 부대의 영국 레인저스 대대 소속으로, 대다수가 영어권 출신이었다)에 달하는 병력이 왕당파 진지에 접근했을 때, 볼리바르는 병력을 둘로 나누어 한 무리는 험한 지형과 빽빽한 덤불을 통해 측면 작전을 펼치도록 했다. 볼리바르는 중앙 공격을 이끌었고, 호세 안토니오 파에스 장군은 우익을 우회했다. 그러나 그들이 공격하기 전에 스페인 야전포 두 대가 전선에 발포했다.
스페인군 사령관 미겔 데 라 토레 장군도 병력을 둘로 나누어 절반을 이 측면 공격에 대응하도록 보냈다. 아푸레 브레이브스 대대가 이끄는 애국자들을 머스킷 총격으로 공격하면서 왕당파는 처음에는 공격을 저지했다. 비록 베네수엘라 보병대가 공격에 실패하고 후퇴했지만, 토머스 일더튼 페리어 대령이 지휘하고 유명한 영국 왕실 독일 군단의 많은 전직 대원들을 포함한 영국인 대대원들은 격렬하게 싸워 마침내 언덕을 점령하는 데 성공했다. 수적으로 크게 열세였고 보급품도 부족했지만, 군단 병사들은 전술적으로 중요한 언덕을 장악하는 데 성공했다. 전투가 끝날 무렵, 군단 병력은 장교 11명을 포함하여 119명의 사망자를 냈다. 페리어 대령도 사망자 중 한 명이었다. 볼리바르는 나중에 군단 병사들을 칭찬하며 그들을 "나의 조국을 구한 사람들"이라고 불렀고, 그들이 다른 군대들 사이에서 자신들을 돋보이게 했다고 언급했다.

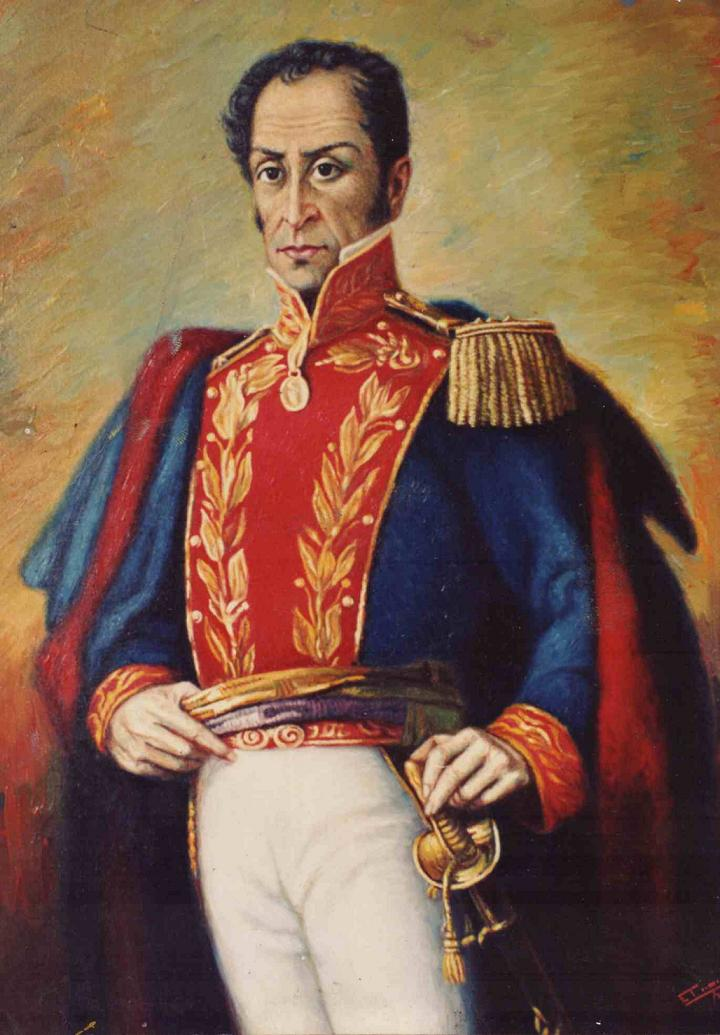
시몬 볼리바르

군단이 언덕을 점령하자, 아푸레 브레이브스와 티라외르 대대(2사단)의 2개 중대가 그들을 보강하고 적군을 밀어냈다. 이 때 페드로 카메호는 창을 들고 대형을 재정비하려다가 적군의 총격으로 가슴에 두 발을 맞아 파에스 장군 앞에서 사망했다. 후퇴하는 그를 보던 파에스는 그에게 비겁하다고 말했고, 카메호는 죽어가는 숨을 몰아쉬며 대답했다: "아니요, 저는 비겁하지 않습니다! 장군님, 저는 이제 죽었으니 작별 인사를 해야 합니다!"
왕당파 "야네로" 기병 민병대는 애국 보병대가 격렬하게 싸우는 동안 전장에서 도주했고 무뇨스 대령이 이끄는 애국 기병대는 마침내 중앙의 왕당파 전선을 돌파하여 데 라 토레 부대의 후방으로 진군했다. 스페인 보병대는 사각 대형을 형성하고 애국 기병대의 공격에 맞서 끝까지 싸웠지만, 한 대대는 적군 앞에서 후퇴했다. 패주는 너무 심해서 한 보병 연대 중 약 400명만이 푸에르토카베요로 안전하게 도달할 수 있었다. 베네수엘라의 주요 왕당파 병력이 분쇄되면서 독립이 확보되었다. 이후의 전투로는 1823년 7월 24일 마라카이보호 해전에서 독립군이 거둔 결정적인 해군 승리와 1823년 11월 호세 안토니오 파에스가 베네수엘라의 마지막 왕당파 거점인 푸에르토카베요를 점령한 것이 포함된다.
독립군에게는 힘겹게 얻은 승리였다. 2사단과 3사단의 지휘관인 암브로시오 플라사와 마누엘 세데뇨는 전투에서 적군에 의해 전사했다.

## 기념

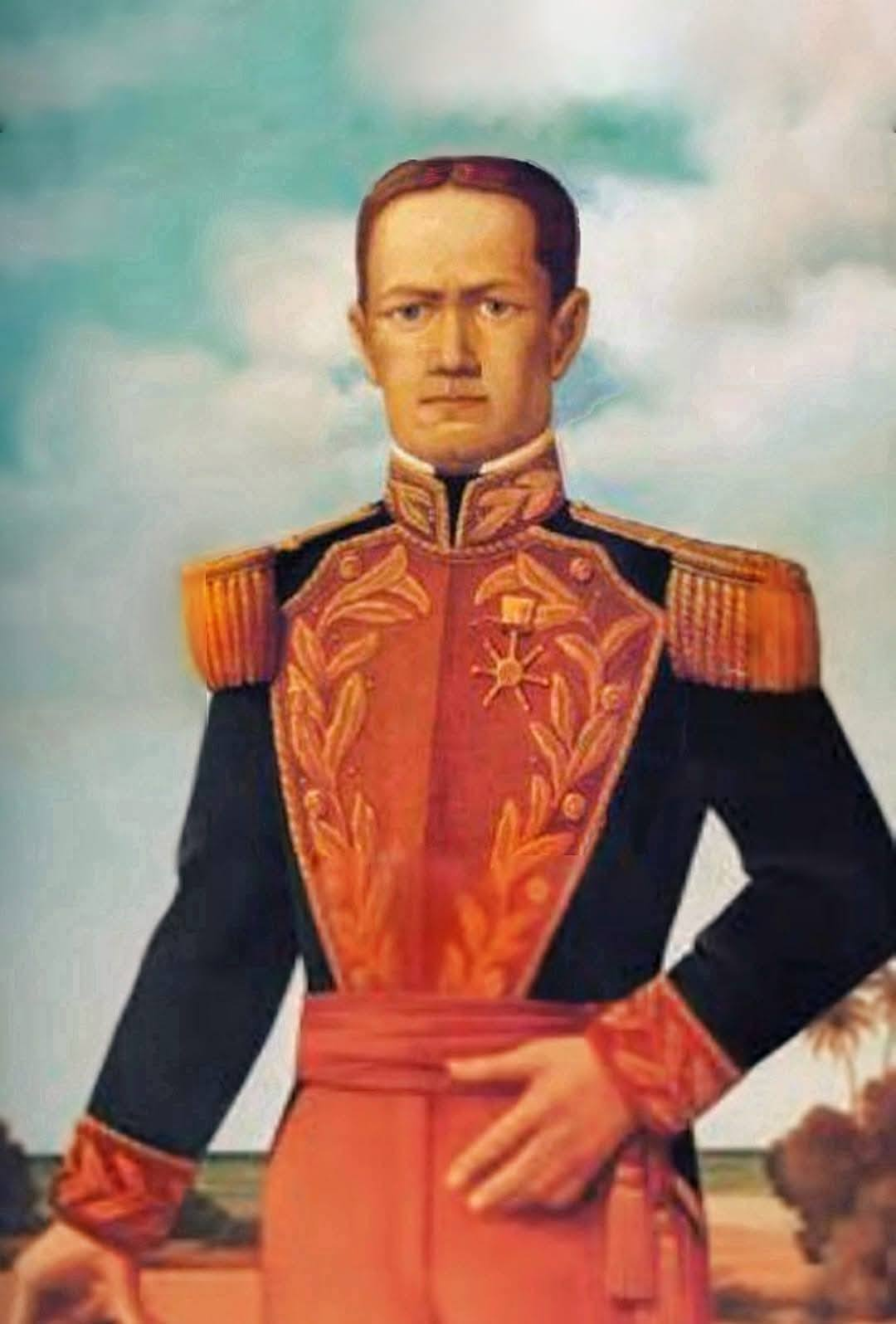
공화군을 위해 싸운 브라질의 장군 호세 이나시우 지 아브레우 이 리마.

6월 24일은 카라보보 전투 기념일로 기념된다. 이날은 베네수엘라에서 "육군 기념일"이라고도 불린다.
매년 6월 24일은 특히 베네수엘라 독립 전쟁에서 가장 중요하고 큰 전투를 기념하며, 수년간 스페인과의 전쟁 끝에 국가의 독립을 최종적으로 확보한 날이다. 이는 전국적으로 기념되며 텔레비전과 인터넷으로 중계된다. 정오 시간 동안 베네수엘라 육군의 군사 퍼레이드가 주요 행사로, 지상군의 모든 무기, 전차, 대대, 무기 등을 대중에게 보여주며 하루 종일 이어진다.

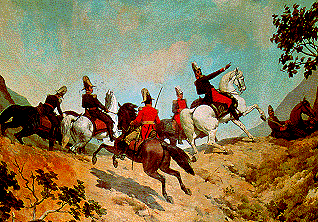
마르틴 토바르 이 토바르 작

이 군사 퍼레이드는 정부와 육군 외에는 어떤 후원도 받지 않는다.
이는 1783년 7월 24일 시몬 볼리바르 장군의 탄생 기념일(해군 기념일)과 매년 7월 5일 독립 기념일 퍼레이드 다음으로 국내에서 가장 큰 군사 퍼레이드이다.
또한 카라보보 주 정부, 국방부, 국군, 교육부가 공동으로 조직하는 역사 재연 행사도 오전에 전투 현장에서 초등학생과 중학생들이 참여한 가운데 열린다. 2015년 행사는 처음으로 기념일에 가장 가까운 일요일인 6월 21일에 열렸다.

## 같이 보기
- 시몬 볼리바르
- 미겔 데 라 토레
- 암브로시오 플라사
- 네바도 (카라보보 전투에서 죽은 볼리바르의 애견)
- 마라카이보호 해전